# یواس‌اس میانتونوما (سی‌ام‌سی-۵)
یواس‌اس میانتونوما (سی‌ام‌سی-۵) (به انگلیسی: USS Miantonomah (CMc-5)) یک کشتی بود که طول آن ۲۹۲ فوت (۸۹ متر) بود. این کشتی در سال ۱۹۳۸ ساخته شد.